# Терористичний акт у Ніцці
Терористичний акт у Ніцці — терористична атака з застосуванням автотарану, що сталася увечері 14 липня 2016 року на Англійській набережній у місті Ніцца у Франції.

## Перебіг подій

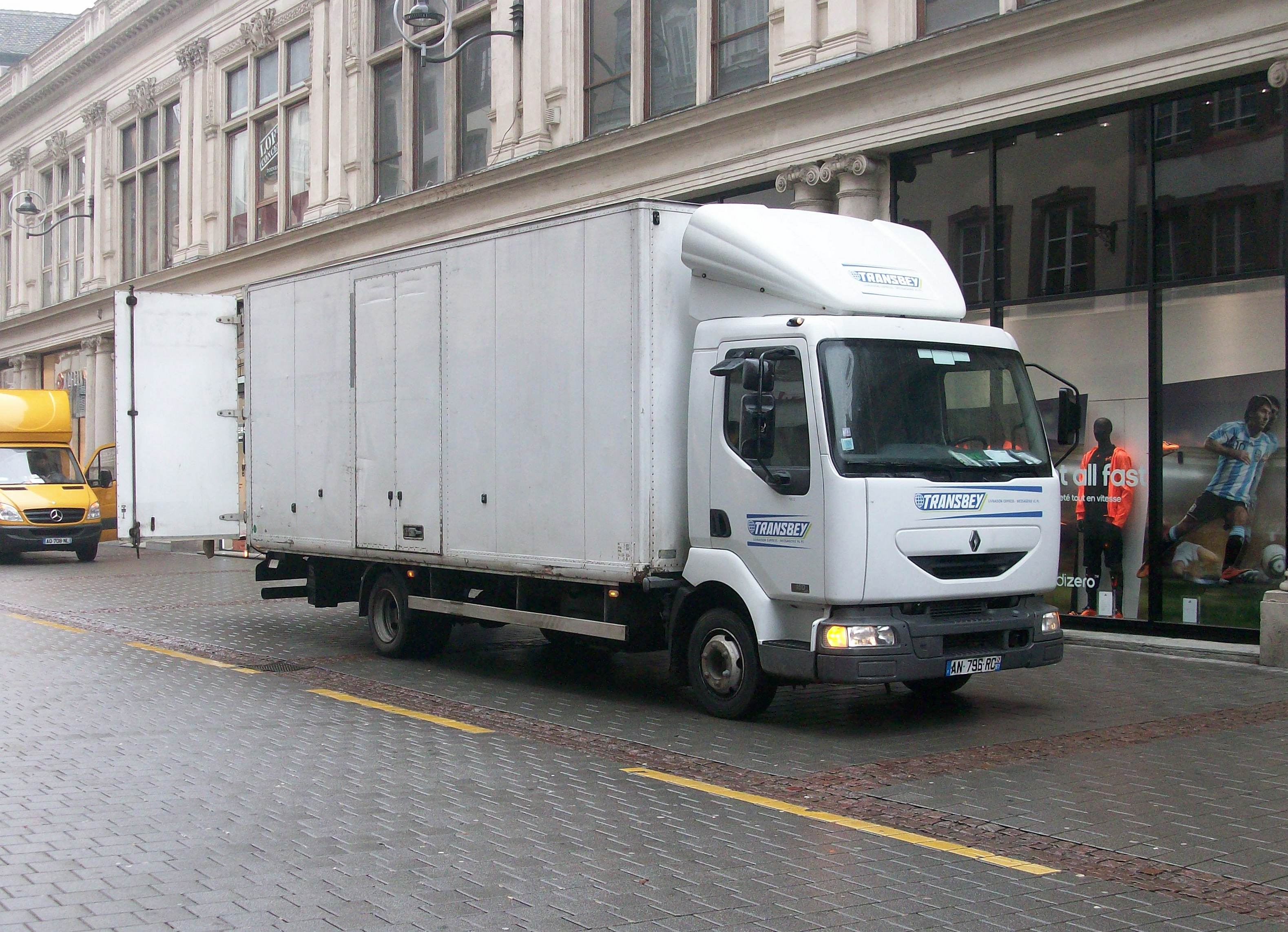
Renault Midlum, тип вантажівки використаний для атаки

Близько 22:30 14 липня вантажний автомобіль Renault Midlum протаранив натовп людей, що зібрався на Англійській набережній, спостерігаючи за феєрверком з нагоди Дня взяття Бастилії. Вантажівка проїхала 100 м перед тим як заїхати у натовп та проїхала 2 кілометри у натовпі. Вантажівка рухалася зигзагами для того, щоб зачепити якомога більше людей. Керував автомобілем 31-річний громадянин Франції туніського походження. Поліція почала стріляти в машину, вбивши водія та перервавши атаку.
Згодом, у Ніцці, організували кризовий штаб для швидкої координації між різними рятувальними та медичними підрозділами, щоб якнайшвидше забезпечувати їх усім необхідним.
Внаслідок атаки загинули не менше 84 осіб За словами прес-секретаря МЗС України Мар'яни Беци серед них один українець, ще двох громадян України поранено. Один з постраждалих теракту в Ніцці — український студент Влад Костюк з Вінниччини.

### Особа терориста
Терористом, що керував автомобілем, виявився 31-річний француз туніського походження Магомет Лахуаедж Булель, який працював у службі доставки, жив у бідному кварталі Ніцци та, за свідченнями сусідів, був мовчазним і самотнім.
Відомо, що в терориста залишилися дружина і троє дітей. Терорист не знаходився під наглядом французьких спецслужб, але був відомий поліції у зв'язку з крадіжками і насильством.
Згодом Французька поліція затримала колишню дружину Мохамеда Булеля, який, за даними поліції, керував вантажівкою, яка в'їхала в натовп.

### Вибухівка в Аеропорту Ніцци
15 липня в Аеропорту Ніцци невідома особа залишила сумку. Після перевірки підозрілого багажу поліцією аеропорт Ніцци відновив роботу. Вибухонебезпечних предметів у багажному відділенні аеропорту не було виявлено.

## Жертви
Жертвами терористичного акту стали громадяни різних країн.
| Національність  | Загиблі | Поранені | Прим.                |
| --------------- | ------- | -------- | -------------------- |
| Австралія       |         | 5        | [ 21 ]               |
| Алжир           | 5       |          | [ 22 ]               |
| Бельгія         | 1       | 1        | [ 23 ]               |
| Бразилія        | 2       | 3        | [ 24 ] [ 25 ]        |
| Велика Британія | 1       | 1        | [ 22 ]               |
| Вірменія        | 2       |          | [ 19 ] [ 26 ]        |
| Грузія          | 1       |          | [ 27 ]               |
| Естонія         | 2       | 4        | [ 28 ]               |
| Ірландія        |         | 1        | [ 29 ]               |
| Італія          | 6       | 3        | [ 30 ]               |
| Казахстан       | 4       |          | [ 23 ]               |
| КНР             |         | 2        | [ 31 ]               |
| Мадагаскар      | 2       | 4        | [ 32 ]               |
| Малайзія        |         | 1        | [ 33 ]               |
| Марокко         | 4       | 1        | [ 34 ]               |
| Нідерланди      |         | 3        | [ 35 ]               |
| Німеччина       | 3       | 2        | [ 36 ] [ 37 ]        |
| Польща          | 2       |          | [ 38 ]               |
| Португалія      |         | 1        | [ 39 ]               |
| Росія           | 2       | 3        | [ 22 ] [ 40 ]        |
| Румунія         | 1       | 4        | [ 22 ] [ 41 ] [ 42 ] |
| Сінгапур        |         | 1        | [ 19 ] [ 43 ]        |
| США             | 2       |          | [ 19 ] [ 44 ]        |
| Туніс           | 4       |          | [ 22 ] [ 45 ]        |
| Угорщина        |         | 1        |                      |
| Україна         | 1       | 2        | [ 46 ]               |
| Швейцарія       | 2       |          | [ 19 ] [ 23 ]        |
| Чехія           |         | 1        | [ 47 ]               |
| Франція         | 38      |          |                      |
| ?               | 1       | 162      |                      |
| Разом           | 84+     | 208      | [ 20 ]               |

### Постраждалі українці

#### Загиблі
| Прізвище та ім’я     | Рік народження | Стать   | Місце проживання |
| -------------------- | -------------- | ------- | ---------------- |
| Михайло Базелевський | 20 лютого 1994 | чоловік | Одеса            |

#### Поранені
| Прізвище та ім’я | Рік народження | Стать   | Місце проживання | Примітки     |
| ---------------- | -------------- | ------- | ---------------- | ------------ |
| Владислав Костюк |                | чоловік | Вінниця          | Поранив ногу |
|                  |                | чоловік |                  |              |

## Реакція міжнародної спільноти

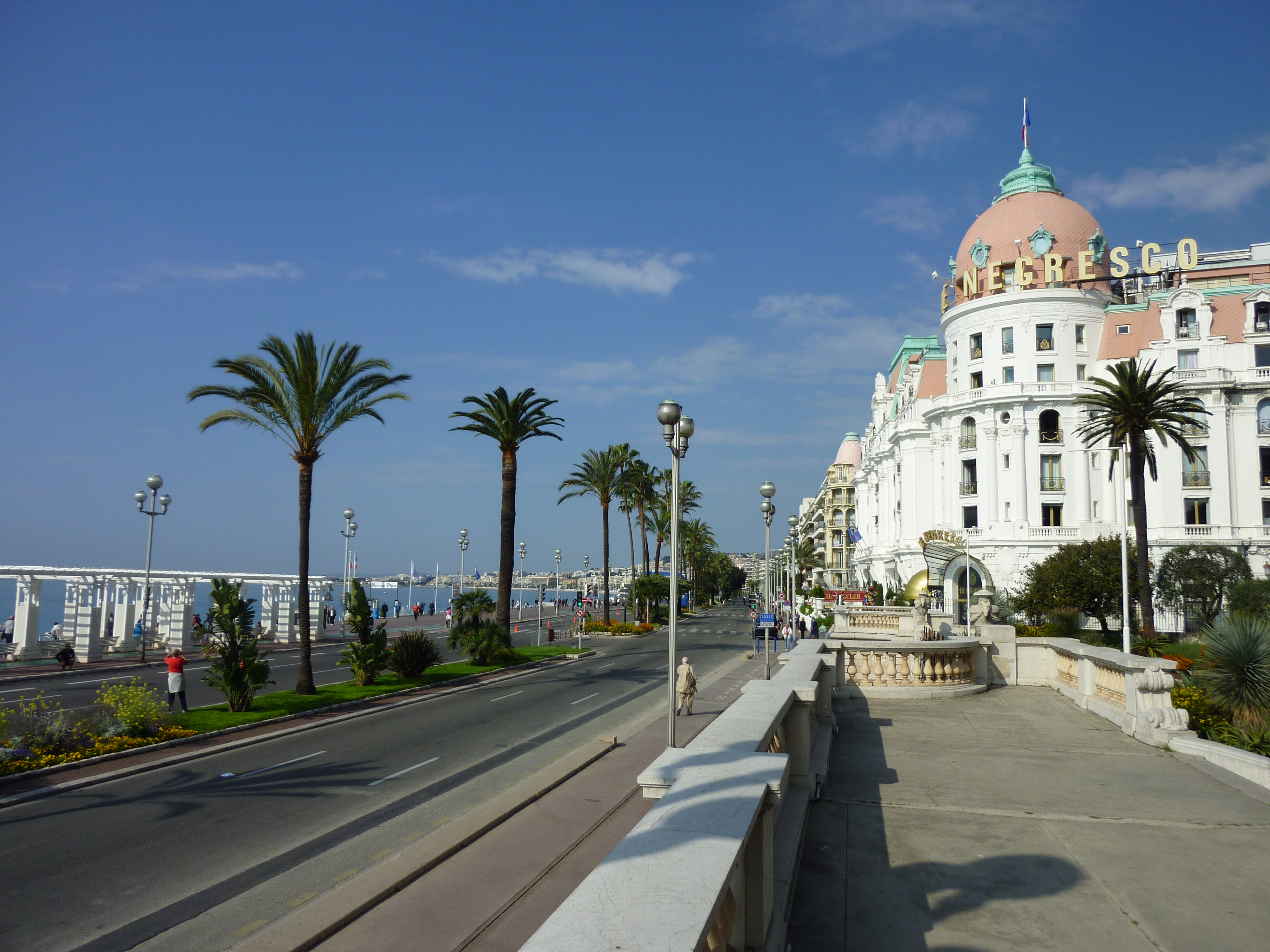
Англійська набережна, місце нападу.

### Франція
У відповідь на атаку в парламент Франції найближчим часом буде передано закон щодо подовження дії надзвичайного стану, також Франція посилить свою військову присутність у Сирії та Іраку для боротьби з тероризмом.
- Президент Франції Франсуа Олланд продовжив надзвичайний стан у Франції ще на три місяці.[50]

### Україна
- Президент України Петро Порошенко поклав квіти біля посольства Франції в Україні та залишив запис у книзі скорботи[51]. Порошенко наголосив: «У ці важки часи ми разом із Францією. (…) Так само, як це було в Парижі, в Брюсселі та інших містах, наша позиція абсолютно чітка: „Нас не залякати. Ми не боїмося“»[52].
- Олександр Турчинов: На сайті РНБО опублікована заява Турчинова, у якій він висловлює глибокі співчуття сім'ям загиблих і постраждалих у жахливому теракті в Ніцці[53].

«Невинні люди, які вийшли на вулицю в святковий день, миттю перетворилися у жертв. Жертв тупої і сліпої агресії, агресії, яка ненавидить світло і розум, ненавидить саме життя. З терористами не можна домовлятися, з ними не можна вести переговори. Тероризм можна тільки знищити, незалежно від того, де перебувають терористи: в західній Європі чи на сході України», — заявив секретар РНБО.

### Міжнародні організації
- Генеральний секретар НАТО засудив теракт в Ніцці[55].